# Мюллер, Эрих (штандартенфюрер)
Эрих Отто Фридрих Карл Мюллер (нем. Erich Otto Friedrich Karl Müller; 30 августа 1902, Мюнстер, Германская империя — не ранее 1964) — немецкий юрист, штандартенфюрер СС, ландрат в округе Рес, руководитель берлинской государственной полиции, начальник отдела кадров в имперском министерстве народного просвещения и пропаганды, командир айнзацкоманды 12 в составе айнзацгруппы D, осуществлявшей массовые убийства на Северном Кавказе. После окончания войны скрылся и бежал в Аргентину. Мюллер не был привлечён к уголовной ответственности.

## Биография
Эрих Мюллер родился 30 августа 1902 года в семье железнодорожника Карла Мюллера и его жены Иоганны в девичестве Отте. Весной 1922 года сдал экзамены на аттестат зрелости в протестантской стипендиальной гимназии в Гютерсло, после чего изучал право в университетах Геттингена, Тюбингена и Мюнстера. После сдачи первого государственного экзамена в июле 1925 года начал свою юридическую практику. В 1926 году получил докторскую степень по праву в университете Гёттингена, защитив диссертацию на тему «Ответственность корпорации по публичному праву за её должностных лиц при осуществлении частноправовой деятельности». После сдачи второго государственного экзамена с 1929 года работал судебным заседателем. Впоследствии был адвокатом и представителем нотариуса. С июля 1931 года работал прокурором в Эссене.
1 июля 1932 года вступил в НСДАП (билет № 1240093). С июня 1933 был исполняющим обязанности руководителя районного управления в округе Рес и 18 января 1934 года окончательно стал ландратом. В конце июля 1935 года ушёл в отставку по собственному желанию. В декабре 1935 года женился на Марии Элизабет Хён.
В январе 1933 года был зачислен в ряды СС (№ 105979), однако год спустя вышел из организации, вновь в неё вступив в 1935 году. Рейнхард Гейдрих принял Мюллера в аппарат СД. В начале сентября 1935 года поступил на службу в полицейское управление Берлина. С середины января 1936 года был заместителем руководителя отделения гестапо в Берлине и был повышен до старшего правительственного советника. По протекции Гейдриха в начале июля 1936 года стал руководителем берлинского гестапо. После того как в марте 1937 года отделение гестапо стало отделением государственной полиции, полномочия Мюллера издавать директивы распространились за пределы Берлина на прилегающие территории. В июле 1937 года ему был присвоен чин правительственного советника. Через несколько недель он оставил службу в полиции и начал карьеру в имперском министерстве народного просвещения и пропаганды. Гейдрих, разочарованный переходом Мюллера в министерство пропаганды, не смог предотвратить его откомандирование.
В августе 1937 года был переведён в имперское министерство народного просвещения и пропаганды, где ему было поручено возглавить отдел кадров. В ноябре 1937 года стал министерским советником, а в апреле 1939 года — министерским директором . В мае 1939 года получил звание штандартенфюрера СС. Помимо должности начальника отделов кадров Мюллер временно был офицером связи министерства и Главного управления имперской безопасности (РСХА) и, таким образом, посредником, «как только аппарат СС обращался с пожеланиями и требованиями к министерству.» 
После начала Второй мировой войны с октября 1939 по февраль 1940 года был полковником Тайной полевой полиции (ГФП) при вермахте, после чего вернулся на свою должность в министерство пропаганды.
Желание Мюллера принять участие в «восточной компании» было первоначально отвергнуто министром пропаганды Йозефом Геббельсом в марте 1942 года. Чтобы иметь возможность осуществить свой план, Мюллер связался с государственным секретарем министерства Леопольдом Гуттерером и Бруно Штрекенбахом из РСХА . Мюллер в конечном итоге должен был внести «важный вклад в полицейскую защиту тыловой зоны и путей снабжения в оккупированном восточных областях.» Штрекенбах предложил Мюллеру возглавить айнзацкоманду 12 в составе айнзацгруппы D, что Геббельс в итоге одобрил.
Официально в феврале 1942 года, а фактически 13 апреля 1942 Мюллер заменил Густава Адольфа Носске на посту командира анцзацкоманды. Помимо выполнения задач полиции безопасности в оккупированном немцами Северном Кавказе Мюллер также руководил там деятельностью Организации «Цепелин». В зоне действия айнзакоманды 12 Мюллер отвечал за массовые убийства еврейского населения. В Ворошиловске и Пятигорске, где также временно находилась штаб-квартира подразделения, он делегировал «планирование, подготовительные меры и фактическое исполнение казни» еврейского населения для подчинённых офицеров СС. У евреев отбирали ценности, заставляли раздеваться, а затем расстреливали под Ворошиловском или, как в Пятигорске, убивали в газвагенах. Сам Мюллер не одобрял использование газвагенов, офицерам СС он заявил, что в качестве способа убийства предпочитает расстрел. Айнзацкоманда 12 также убивала евреев в окрестностях Пятигорска, а также совершала военные преступления в Кисловодске. Так, 9 сентября 1942 года были расстреляны персонал и пациенты народного санатория нефтяной промышленности. В декабре 1942 года Мюллер был фактически освобождён от командования подразделения. Согласно более поздним показаниям, он командовал айнзацкомандой 12 до ноября 1942.
Причиной его увольнения стал конфликт с его начальником Вальтером Биркампом, который отверг стремление Мюллера подчинить айнзацкоманду Войскам СС и сделать её более независимой. Мюллер был награждён Крестом «За военные заслуги» 1-го класса с мечами и Железным Крестом 2-го класса.
В декабре 1942 года вернулся на свой старый пост в министерстве пропаганды. Мюллер не был призван в вермахт осенью 1942 года, поскольку министерство сделало его незаменимым. Из-за личных разногласий с министром пропаганды Йозефом Геббельсом и новым государственным секретарем Вернером Науманом он вышел в отставку в 1944 году. Впоследствии стал управляющим директором журналистского издательства.
К концу войны Мюллер бежал в Южный Тироль, где он, как и Йозеф Менгеле и Адольф Эйхман, скрывался и воспользовался так называемой крысиной  тропой, чтобы добраться до Аргентины. В мае 1948 года через нацистских помощников по побегу в Трамине получил удостоверение личности на имя Франческо Нёльке, рождённого 7 декабря 1906 года в Боцене. В ноябре 1950 года он обратился за удостоверением к Красному кресту в Генуе, что позволило ему выехать в Аргентину. В письме-запросе он указал, что, вероятно, имеет немецкое гражданство, поскольку в то время у него было опционное соглашение по Южному Тиролю. В Аргентине он работал советником в армии. В феврале 1952 года он подал заявление на «исправление своего имени», которое было подтверждено аргентинским судом.
С начала 60-х годов находился под следствием в ФРГ. Появились сведения о местонахождении Мюллера и предложение Федерального ведомства уголовной полиции выдать ордер на арест. 25 мая 1971 года расследование в отношении Мюллера было прекращено, так как прокуратура земельного суда Мюнхена не нашла доказательств совершения айнзацкомандой 12 убийств в Сталино. Расследование основывалось, в частности, на показаниях предшественника Мюллера Носке. С другой стороны, расследование Центрального управления земли Северный Рейн-Вестфалия по расследованию массовых нацистских преступлений в Дортмунде дало указания на совершение убийств членами айнзацкоманды 12 в Сталино, но оно не было продолжено из-за предмета разбирательства.
В марте 1998 года правительство Аргентины призвало национальные судебные органы арестовать трёх нацистских военных преступников, которые, по его мнению, всё ещё находятся в стране. Также была подана просьба о выдаче международных ордеров на арест. Среди трёх разыскиваемых был Эрих Мюллер.